# Sécurité sociale
Ne doit pas être confondu avec Protection sociale.

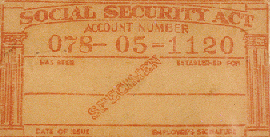
Carte de sécurité sociale des États-Unis.

La Sécurité sociale est un système assurant des ressources dans un certain espace financier prévu à cet effet ainsi que l'accès aux besoins essentiels (éducation, eau, nourriture, hygiène) à certains citoyens ayants droit hors catastrophe, guerre ou calamité, qui accès à une couverture de santé de par leur régime lié au statut (militaire) ou leur fonction d'état et leur pauvreté (si celle-ci est reconnue réelle par les collectivités locales et régionales par exemple). La sécurité sociale fait partie de la protection sociale, elle-même faisant partie de la politique sociale qui est intégrée dans la politique publique ou politique d'État commune. Les administrations de sécurité sociale sont les organismes de droit privé, chargés d'une mission de service public ou privée lorsque celle-ci est d'intérêt public légalement.

## Présentation
Les termes sont définis dans la Déclaration universelle des droits de l'homme de 1948 :

« Art. 22 — Toute personne, en tant que membre de la société, a droit à la sécurité sociale ; elle est fondée à obtenir la satisfaction des droits économiques, sociaux et culturels indispensables à sa dignité et au libre développement de sa personnalité, grâce à l'effort national et à la coopération internationale, compte tenu de l'organisation et des ressources de chaque pays. »

C'est donc un des rôles fondamentaux des États adhérents à la charte de l'Organisation des Nations unies.
Le concept moderne du droit à la sécurité est apparu durant le siècle des Lumières et, notamment, dans les déclarations de droits de l'homme dont la première est la Déclaration de Droits de l'État de Virginie (États-Unis) de juin 1776 :
« Section 1. That all men are by nature equally free and independent and have certain inherent rights, of which, when they enter into a state of society, they cannot, by any compact, deprive or divest their posterity; namely, the enjoyment of life and liberty, with the means of acquiring and possessing property, and pursuing and obtaining happiness and safety. »
Dans la Déclaration française des droits de l'homme et du citoyen de 1789 est déclaré :
« Art 2 — Le but de toute association politique est la conservation des droits naturels et imprescriptibles de l'homme. Ces droits sont la liberté, la propriété, la sûreté, et la résistance à l'oppression. »
et celle de 1793 :
« Art 21 (des secours publics) — Les secours publics sont une dette sacrée. La société doit la subsistance aux citoyens malheureux, soit en leur procurant du travail, soit en assurant les moyens d’exister à ceux qui sont hors d’état de travailler. »
Le besoin de sécurité apparaît dès la seconde place dans la pyramide de Maslow des besoins humains, juste après les besoins vitaux (manger, boire, s'abriter…).
Dans les sociétés occidentales, la période des Trente Glorieuses a permis le développement des systèmes de protection sociale.
Le vieillissement démographique et la crise économique ont ensuite entraîné un accroissement des dépenses et une diminution des recettes. Les systèmes de protection sociale ont alors essuyé des critiques de plus en plus vives, notamment de la part des économistes de l'école néoclassique. Selon eux, la protection sociale est une des causes de la crise car les cotisations sociales entraînent des surcoûts salariaux qui freinent l'embauche et incitent au travail au noir. De plus, ils affirment que la protection sociale déresponsabilise les individus et les incite à l'oisiveté.
Selon l'approche keynésienne au contraire, la protection sociale, outre son rôle de réduction des inégalités et de maintien de la cohésion sociale permet de soutenir la demande, considérée par cette théorie comme un moteur de la croissance.
Les critères minimums permettant de parler de sécurité sociale dans un pays sont définis par la convention 102 de la conférence internationale du travail (OIT).
Éric Bosserelle définit la protection sociale : « la protection sociale peut être comparée à une gigantesque pompe aspirante et refoulante, qui opère des prélèvements pour les redistribuer ».

### Système bismarckien
De nos jours, on oppose parfois le modèle bismarckien de l'assurance sociale (cogestion par les salariés et les employeurs, proportionnalité des prestations et des cotisations au salaire, les prestations sociales venant compenser une perte de capacité de gain)[réf. nécessaire] au modèle beveridgien de protection sociale (gestion par l'État, financement par l'impôt, uniformité des prestations, unité du système, universalité des prestations, qui viennent compenser un besoin vital de subsistance, d'où leur très bas niveau)[réf. nécessaire].
Les formes les plus précoces de sécurité sociale moderne se situent en Allemagne sous Bismarck et en France à la fin du XIXe siècle, notamment dans le milieu des Mines ainsi que dans les armées Allemandes et Françaises. En 1945, le monopole de la sécurité sociale a commencé à être instauré et généralisé en Europe de l'Ouest et notamment en France par la volonté du général De Gaulle. Le débat avait lieu alors que l'Allemagne avait capitulé et que les personnes nécessitaient d'une aide d'urgence vitale dans les médecines chirurgicales en particulier pour les blessures de guerre.
Alors que les progrès sociaux résultent en général d'un conflit entre les exécutants et les dirigeants[réf. nécessaire], la première sécurité sociale fut la soziale Sicherheit (sécurité sociale) mise en place en Allemagne par Bismarck au XIXe siècle. Ce système se concevait alors plutôt comme l'équivalent humain de la maintenance préventive pour les machines. C'est une logique similaire qui a vu apparaître, au XIXe siècle en France, le paternalisme économique, où des grandes entreprises (par exemple les aciéries Schneider au Creusot) prenaient en charge les soins et l'éducation des ouvriers et de leur famille, afin, entre autres, de s'assurer une paix sociale[réf. nécessaire].

### Système beveridgien
Le système beveridgien a été défini en 1942 au Royaume-Uni par Lord Beveridge. Il considérait alors le régime britannique d'assurance maladie obligatoire comme « trop limité avec le système du plafond d'affiliation, trop complexe avec la multitude des caisses et mal coordonné », et proposa donc de socialiser les coûts à l'échelle nationale selon les principes suivants :
- Universalité de la protection sociale : toute la population et tous les risques sociaux sont couverts ;
- Uniformité des prestations fondées plus sur les besoins que sur les revenus ;
- Unicité du système de gestion de l'ensemble de la protection sociale ;
- Financement par l'impôt.

Les trois premiers principes sont parfois appelés « 3U », le dernier distingue clairement le système du bismarckien financé par les prélèvements sur les revenus du travail.

## Dans le monde

### Belgique
- À propos de la sécurité sociale en Belgique, voir le dossier de la revue de débats belge Politique, "La sécu dans la tourmente", Politique, revue de débats, Bruxelles, no 37, décembre 2004.

### Canada
Consulter l'Assurance-emploi du Canada.

### France
En France, juste après la Seconde Guerre mondiale, alors que le Parti communiste français s'apprête à devenir le premier parti de France, le Gouvernement provisoire de la République française institue la Sécurité Sociale qui était inscrite au programme du Conseil national de la Résistance, par les deux ordonnances du 4 et 19 octobre 1945. 
De 1945 à 1946, le ministre communiste du Travail Ambroise Croizat, avec l'aide de François Billoux, ministre de la santé, et de Pierre Laroque, directeur général des assurances sociales du ministère du Travail, met en place le régime général de la sécurité sociale en s'appuyant sur la Confédération générale du travail pour créer des centaines de caisses locales dans tout le pays.
La Sécurité sociale figure explicitement dans le préambule de la constitution de la Quatrième République française qui « garantit à tous, notamment à l'enfant, à la mère et aux vieux travailleurs, la protection de la santé, la sécurité matérielle, le repos et les loisirs » (alinéa 11). Ce préambule figure également dans la Constitution de la Cinquième République.
En 1967, des ordonnances du général De Gaulle déclenchent une grève générale. Elles suppriment l'élection des administrateurs de la sécurité sociale, baisse la représentation des travailleurs dans les caisses à 50% au profit du patronat, et divisent la Sécurité sociale en "branches" indépendantes les unes des autres, allant à l'encontre du principe d'unicité de la sécurité sociale, et empêchant les caisses excédentaires de renflouer les caisses déficitaires. 
Aujourd'hui, la France comporte actuellement quatre branches pour le régime général :
- branche maladie (Caisse nationale de l'assurance maladie (CNAM), déclinée au niveau régional, avec la Caisse d'assurance retraite et de la santé au travail (CARSAT), et local, avec la Caisse primaire d'assurance maladie (CPAM), couvre pécuniairement une partie des conséquences d'une maladie, d'un accident du travail ou d'une maladie professionnelle (AT/MP), mais aussi d'une maternité ou d'une paternité ; La Cnam comprend aussi un secteur médical et un secteur social ;
- branche famille (Caisse nationale des allocations familiales (CNAF), et ses organismes locaux : les Caisses d'allocations familiales) ;
- branche recouvrement (Agence centrale des organismes de sécurité sociale ACOSS, et ses organismes locaux, les Unions de recouvrement des cotisations de sécurité sociale et d'allocations familiales (Urssaf)) ;
- branche vieillesse (Caisse nationale d'assurance vieillesse CNAV et ses organismes locaux, les seize CARSAT).

Une cinquième branche, relative à la lutte contre la dépendance (Caisse nationale de solidarité pour l'autonomie) a été créée par une loi du 30 juin 2004. La CNSA a été mise en place en mai 2005 et a pris officiellement ses fonctions le 1er janvier 2006. C'est à la fois une caisse chargée de répartir les moyens financiers et une agence d'appui technique.
Le financement de la Sécurité sociale repose essentiellement sur les cotisations sociales (49 % des ressources en 2021). Ce mode de financement contraste avec celui des pays nordiques ou dits libéraux qui utilisent le financement par l'impôt. Commencée à la fin des années 1970, la politique d'exonération des cotisations accordées aux entreprises avait pour but de diminuer le « coût du travail », pour les jeunes tout d'abord et notamment les apprentis puis pour les salariés les moins qualifiés. Depuis la loi du 25 juillet 1994, toute nouvelle exonération doit être compensée intégralement par l'État. D'une manière générale, on assiste en France à une augmentation du financement de la Sécurité Sociale par l'impôt, c'est-à-dire par l'État. La contribution sociale généralisée (CSG) a ainsi été créée en 1991. Pour les revenus d'activité, le taux de 7,5 % s’applique à une assiette égale à 97 % du salaire brut. Sont également soumis à la CSG, avec des taux différents, les revenus de remplacement (allocations chômage, retraites), les revenus du patrimoine et les produits de placement, les revenus de jeux. D'autres impôts servent également à financer le régime général de la sécurité sociale : taxes sur les contrats d'assurance automobile, sur les alcools, sur le chiffre d'affaires des grossistes pharmaceutiques... Au total, les cotisations sociales ne représentent plus que les deux tiers du financement du régime général de la Sécurité sociale en France.
En 2011, les régimes de base obligatoires de sécurité sociale représentent un budget total de 440,8 milliards d'euros, soit environ un quart du PIB de la France 1 996,6 milliards d'euros en 2011, significativement plus que le budget de l'État français. Ce budget est en déséquilibre, les dépenses ne sont pas couvertes par les recettes prévues à environ 418 milliards d'euros en 2011 même si ce déséquilibre est bien moins important que le déséquilibre du budget général de l'État. En 2011, le déficit de la sécurité sociale a représenté 2,66 % du budget total (11,7/440,8 Md€), contre plus de 45 % pour le budget de l'État (92/200 Md€). Selon le ministère du Budget, le déficit des régimes de base de sécurité sociale a atteint 19,1 milliards d'euros, en 2013 et payé du moins partiellement par les cotisations du salariat.
Selon le rapport de la Commission des comptes de la sécurité sociale, le déficit de la sécurité sociale a atteint 24,3 milliards d'euros en 2021.
Lé 16 janvier 2024, le Haut Conseil du financement de la protection sociale alerte sur une rupture du redressement des comptes de la Sécurité sociale